# 주안로
주안로(朱安路, Juan-ro)는 인천광역시 미추홀구 도화1동 도화초등학교 사거리에서 남동구 간석4동 주원삼거리까지를 잇는 도로이다.

## 유래
도로의 명칭이 유래된 것은 주안역 앞을 통과하는 도로임을 반영하여 제명되었다.

## 역사
- 2009년 7월 5일 이전 : 주안역길로 명명한 상태에 머무름.
- 2009년 7월 6일 : 도로명으로 주안로를 고시

## 주요 경유지
- 미추홀구
  - 도화동 - 주안동
- 남동구
  - 간석동

## 접촉하는 도로
- 숙골로
- 경인로 (국도 제42호선, 국도 제46호선)
- 주안서로
- 미추홀대로
- 주안중로
- 주안동로
- 경원대로
- 석산로
- 문화로
- 간접 접촉 : 예술로

## 철도 연계역
- ● 수도권 전철 1호선 : 주안역, 간석역
- ● 인천 도시철도 2호선 : 주안역

## 도로 시설
- 석암지하차도

## 사진

### 주요시설 및 도로시설물

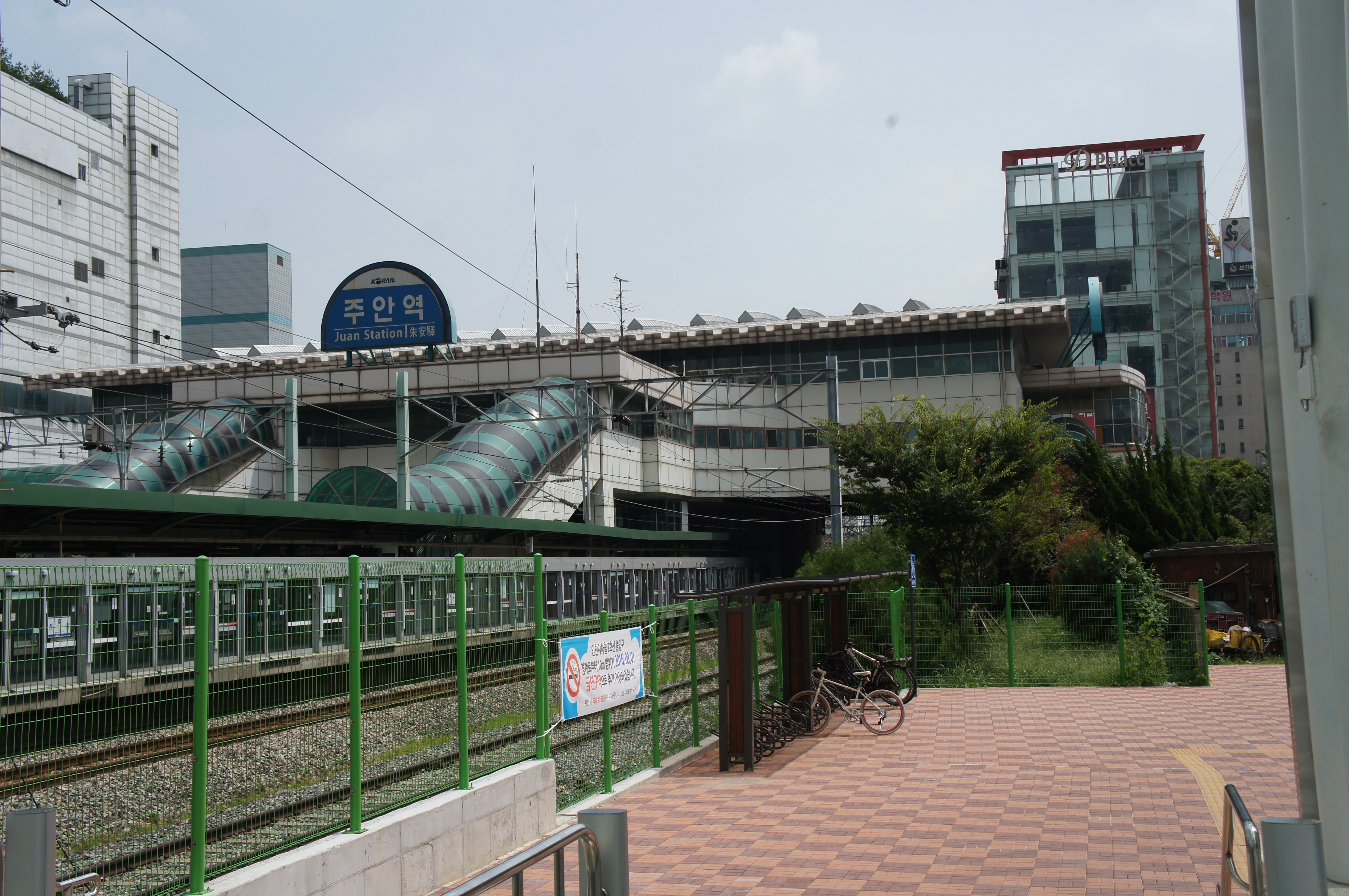
주안역
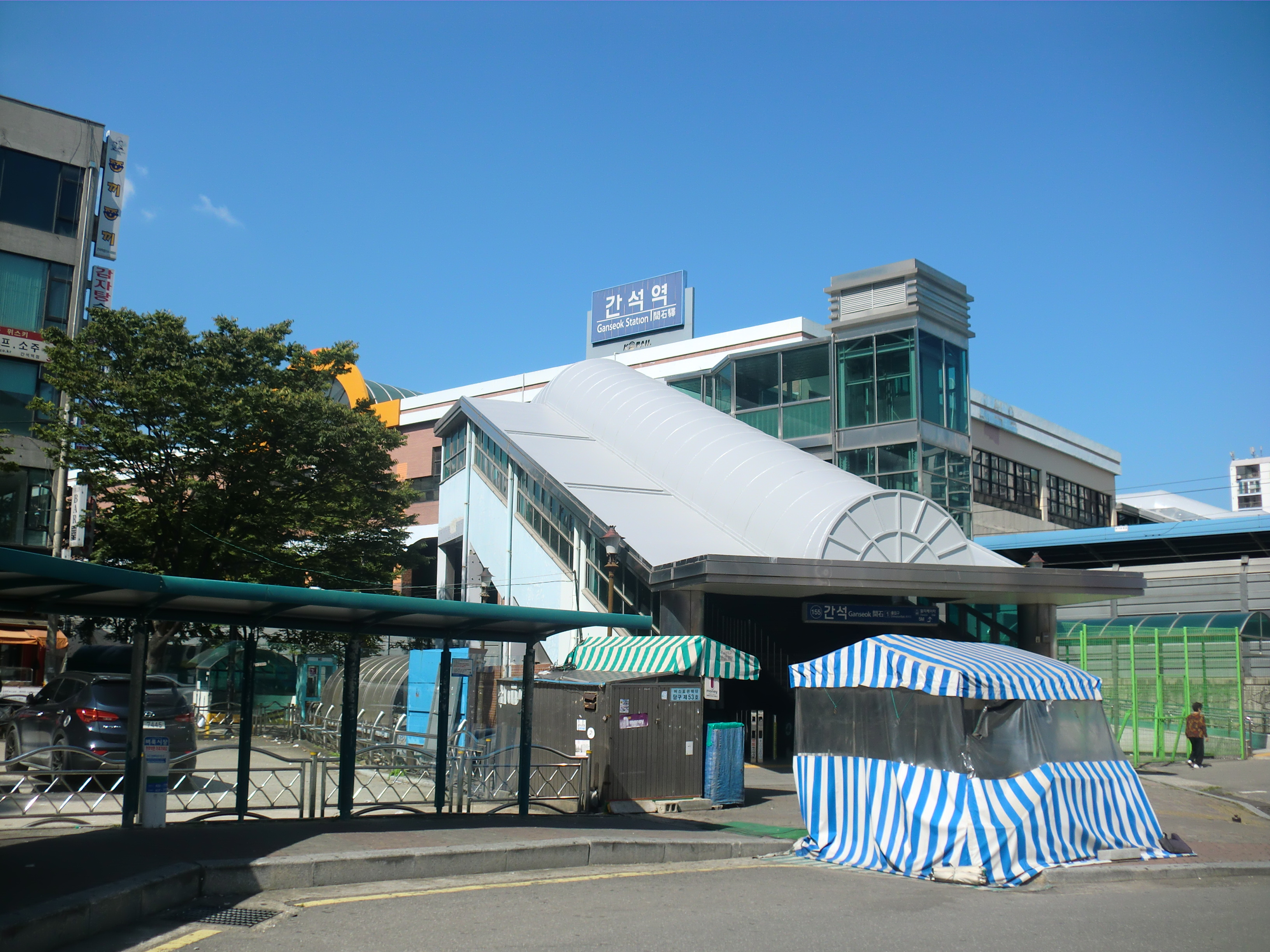
간석역
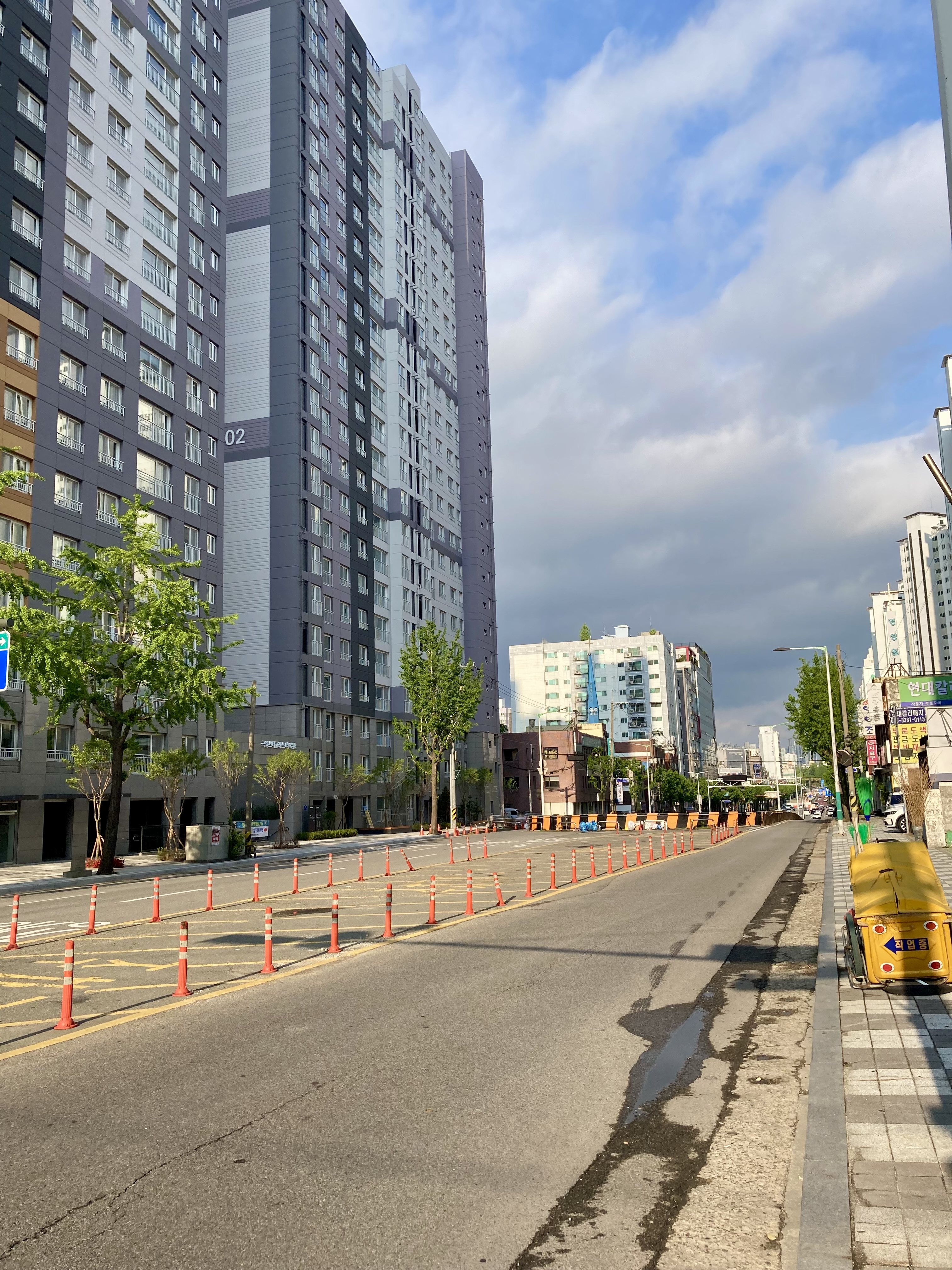
간석오거리 방향으로 뻗어나가는 주안로
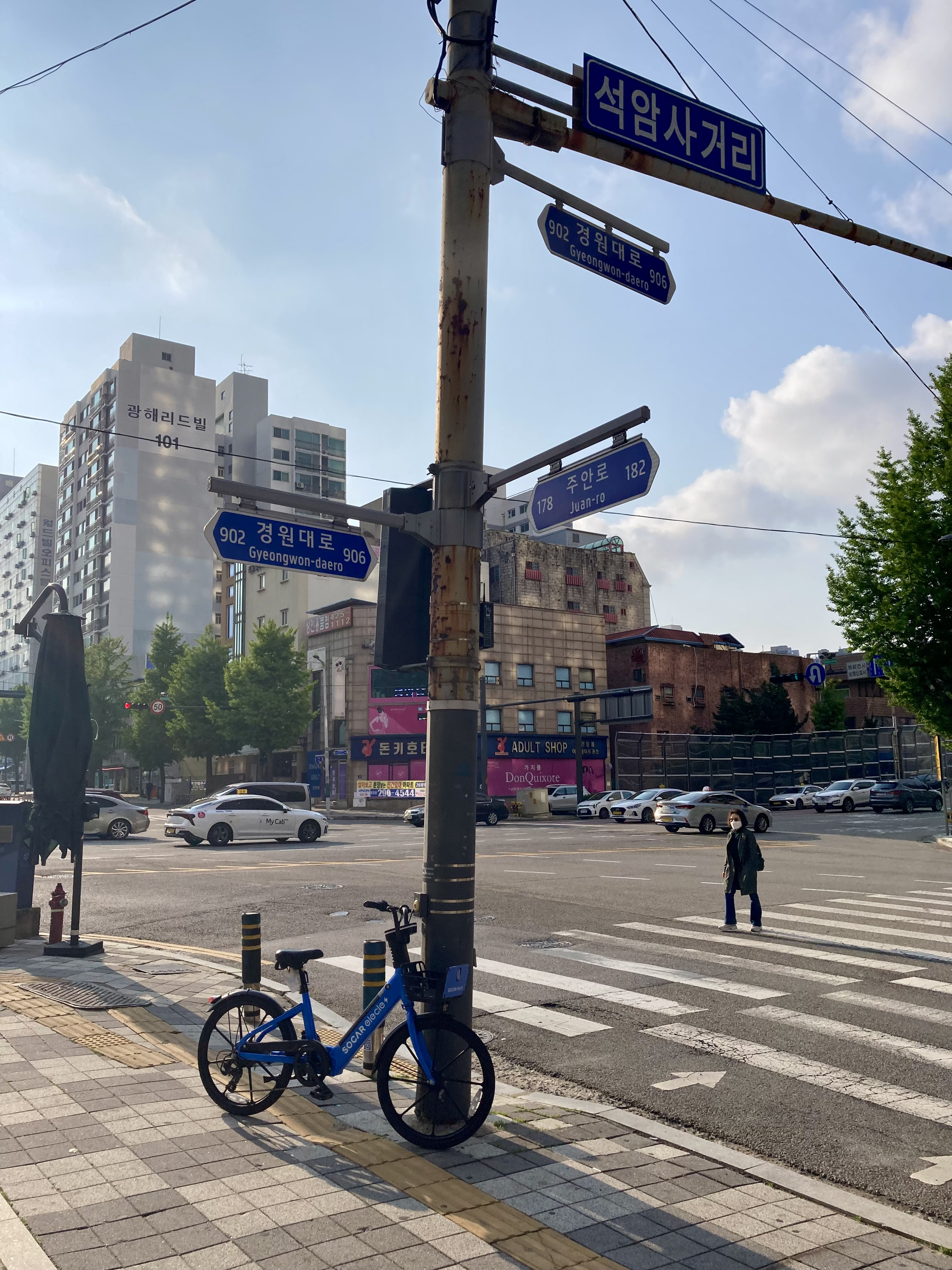
주안로와 경원대로
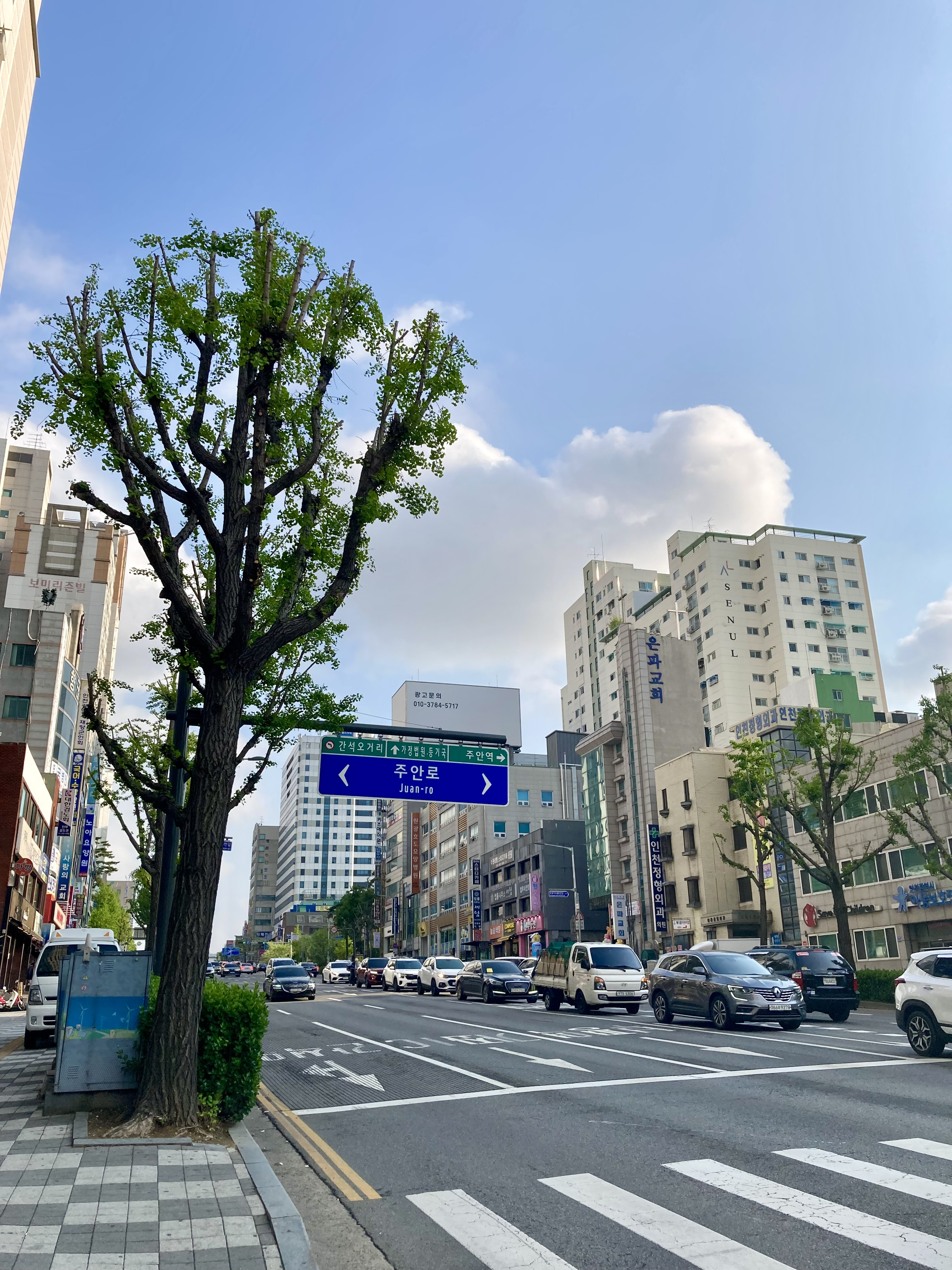
경원대로에 써있는 주안로 표지판
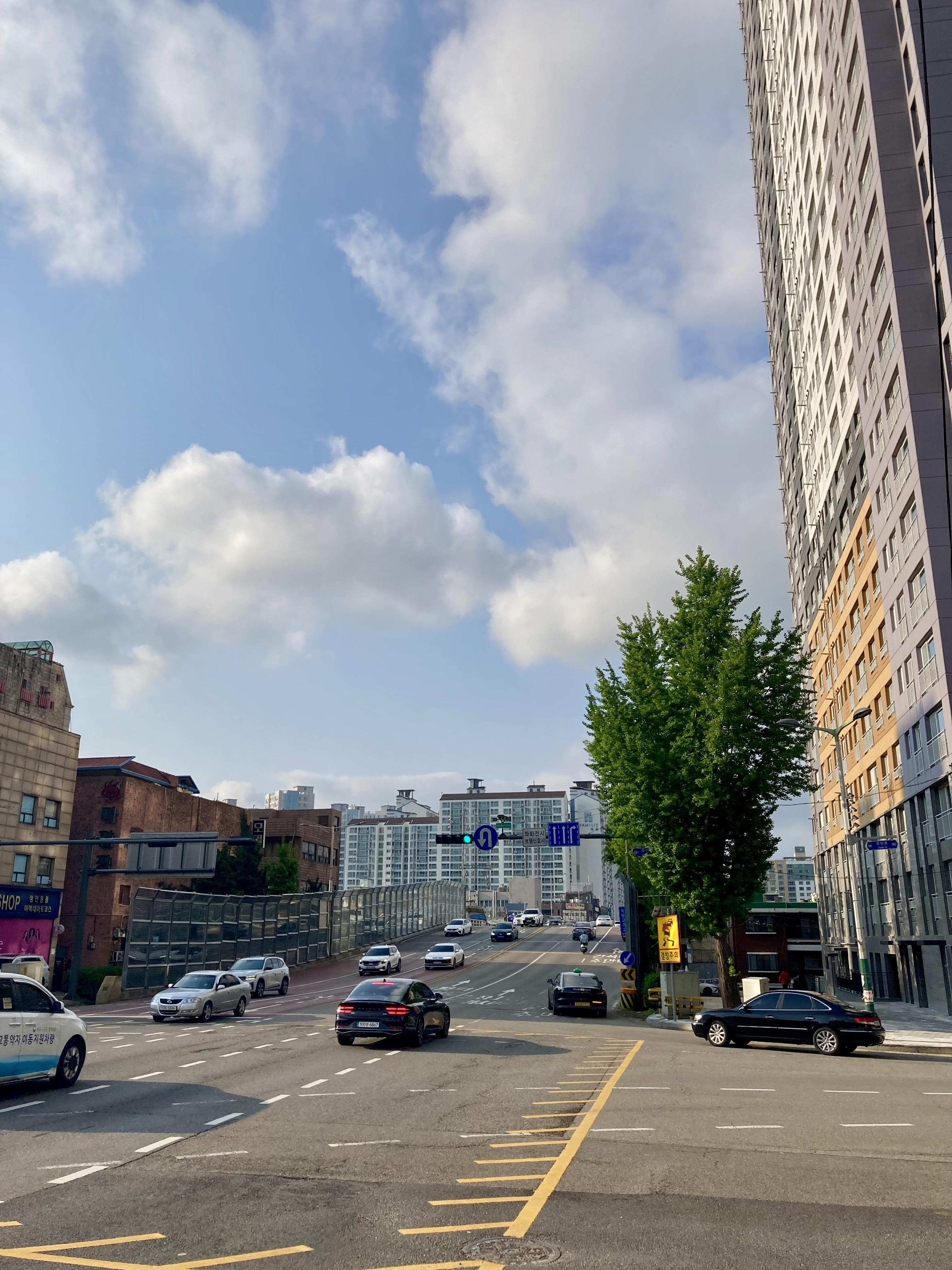
주안로에서 바라본 경원대로 교차지점
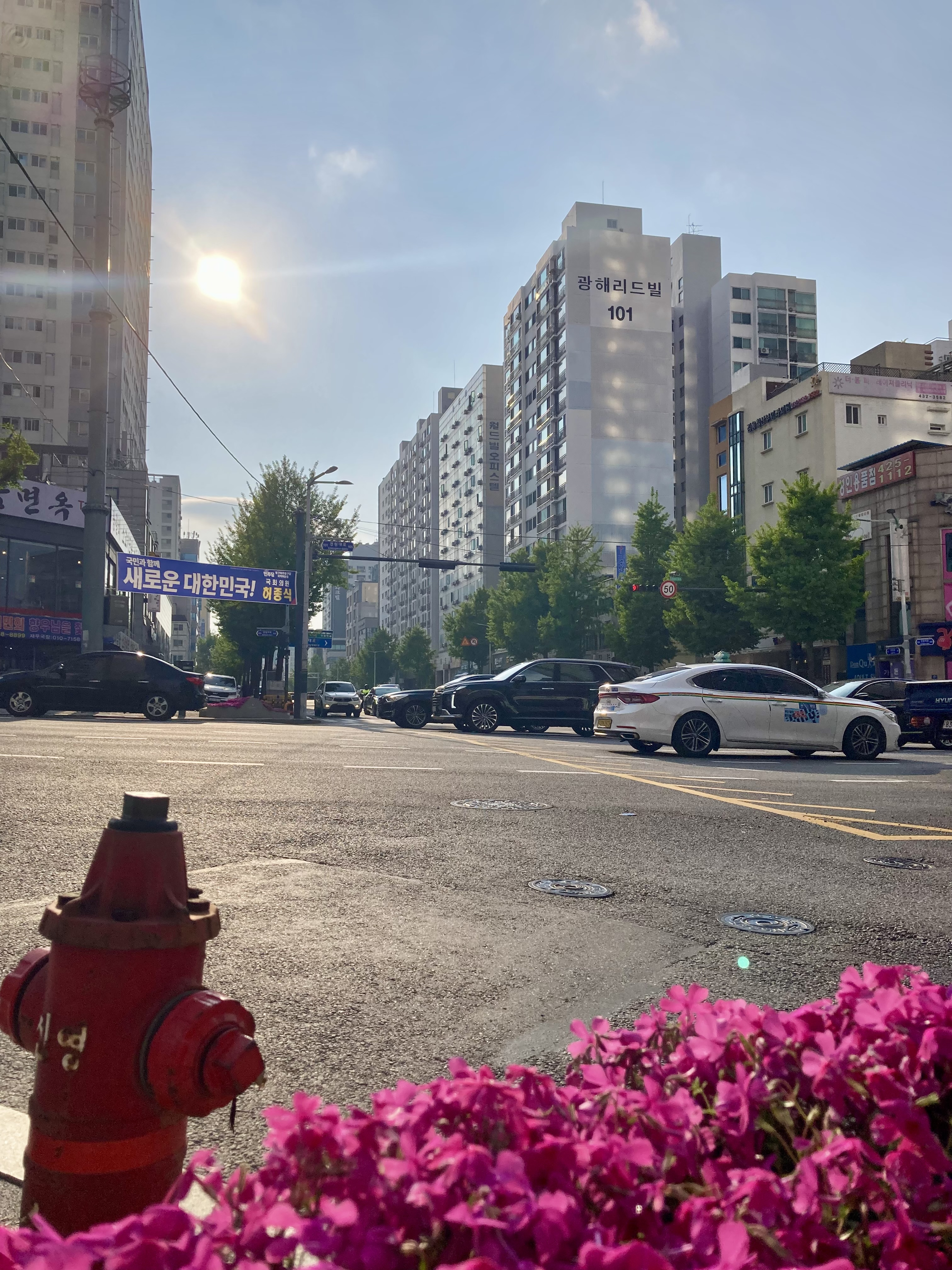
석암사거리

### 주요건물

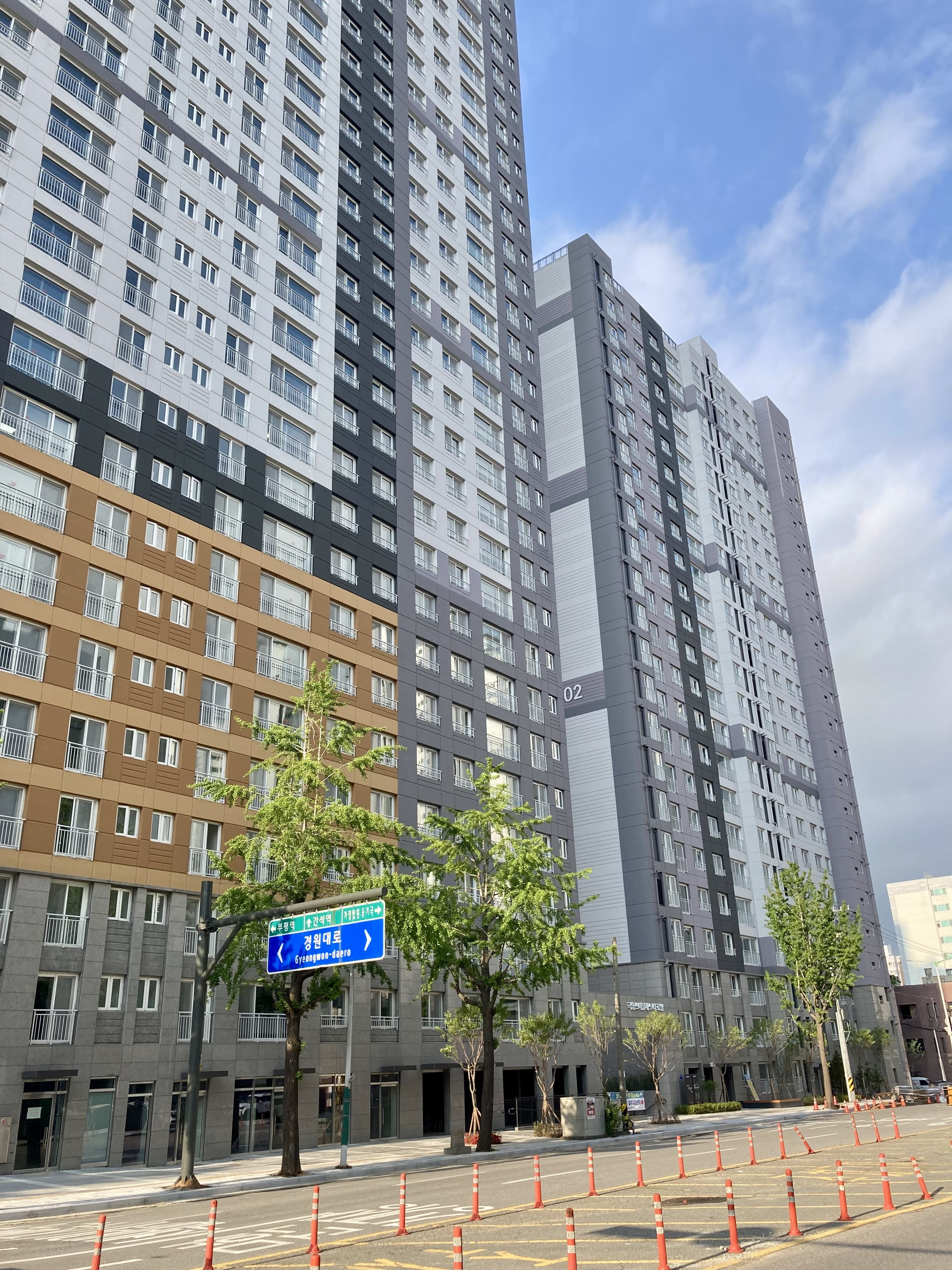
스타클래스더로얄아파트(주안로 189)
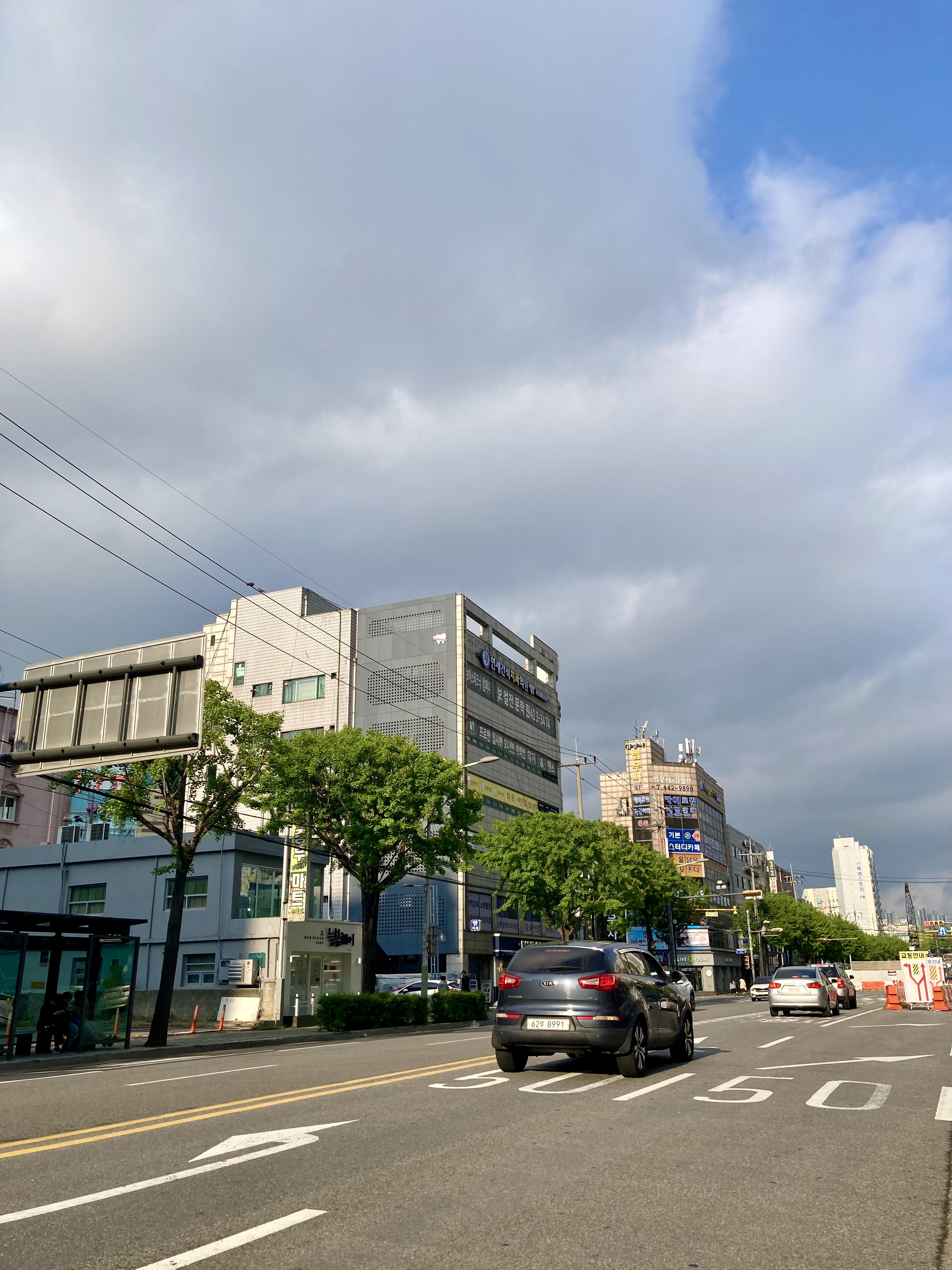
간석역밉구사거리
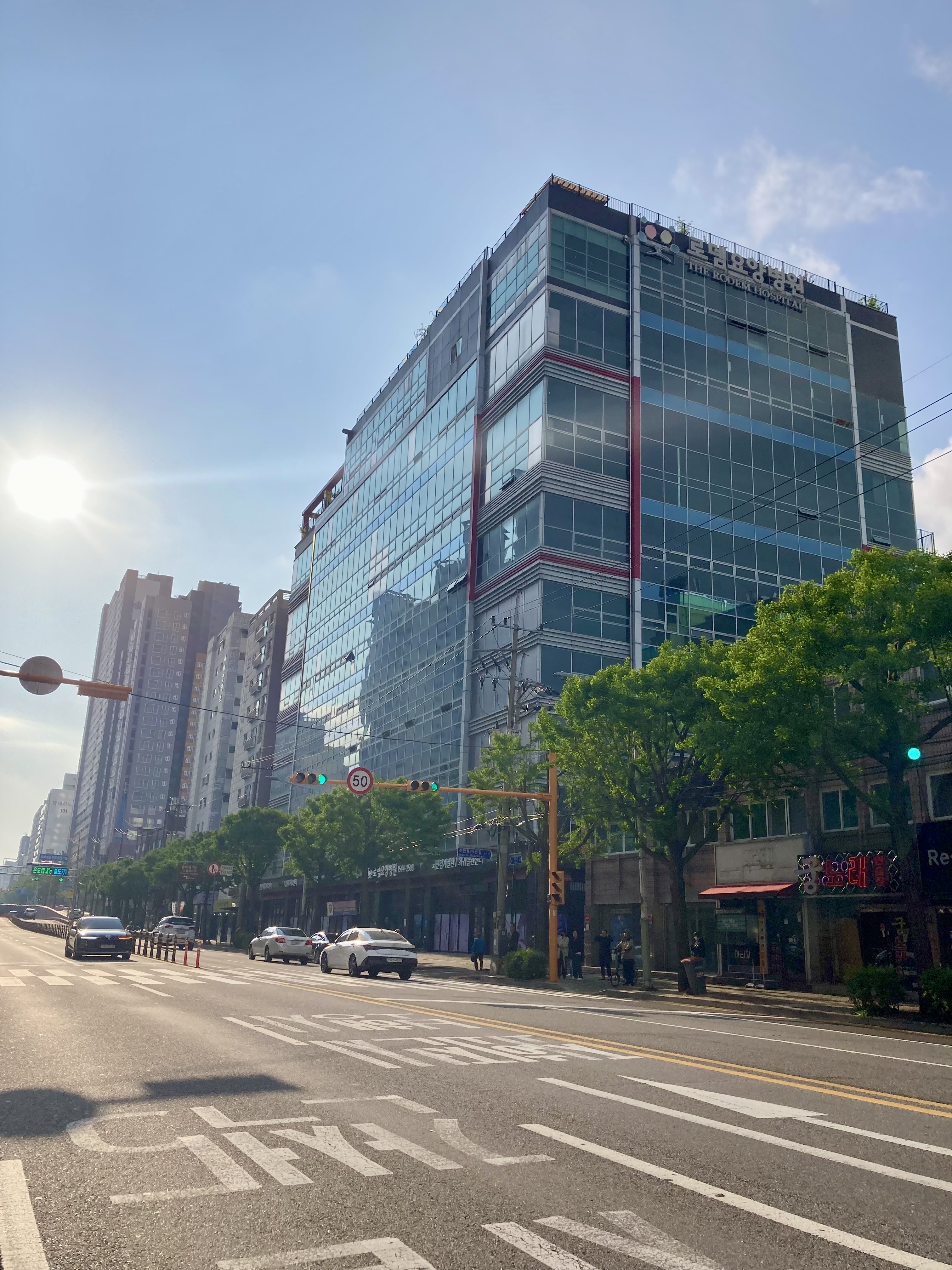
로뎀요양병원(지엔엠빌딩, 주안로211)

## 같이 보기
- 남주길
- 동주길